# Merlach (Ponitz)
Merlach ist ein Gemeindeteil von Ponitz im Landkreis Altenburger Land in Thüringen. Mit seinen ungefähr 100 Einwohnern ist es sowohl bevölkerungsmäßig als auch flächenmäßig der zweitkleinste Ortsteil der Gemeinde. Bekannt ist der Ort für seine Gastronomiebetriebe, das ehemalige Dreierhäuschen an der B93 und der heute noch bestehende Gasthof Max Schneider.

## Geographie
Merlach wird durch die im Westen verlaufende Pleiße von dem nächstgelegenen Nebenort Zschöpel abgegrenzt. Weitere Nachbarorte sind im Norden beginnend Gößnitz, östlich der Ortsteil Hainichen und südlich Ponitz.
Deutlich erkennbar ist der ursprüngliche Flussverlauf, der direkt an den Häusern vorbeiführte, so sind diese bogenförmig angeordnet. Die daran befindliche Straße tangiert den Mittelpunkt des Ortes, den sogenannten Saumarkt, dessen Abzweig als Lindenallee zur Friedenslinde führt. Diese Dorfform ist deutlich als ein typisch deutsches Reihendorf identifizierbar.

## Geschichte
Das Dorf wurde 1457 erstmals urkundlich erwähnt und konnte so 2007 seine 550-Jahr-Feier zelebrieren. Im Jahr 1583 bestand der Ort aus 12 Handfrongütern und 4 Bauernhöfen mit insgesamt 85 Einwohnern, heute existieren sechs Höfe. Im 19. und 20. Jahrhundert drohte Merlach mehrmals von der Pleiße überflutet zu werden, deswegen wurden in den Jahren 1682 und 1908 Flussbegradigungen durchgeführt. Der Ortsname leitet sich von einer deutschen Gründung ab, dessen Deutung so viel wie ein kleiner Ort am Erlengehölz bedeutet, das -ach könnte für ein Gewässer stehen, da Merlach auch einen winzigen Bach besitzt. Im Jahre 1650 als der sachsen-altenburgische Gesandte zur Mitunterzeichnung des Westfälischen Friedens, Wolfgang Conrad von Thumbshirn, in seinen Heimatort auf Schloss Ponitz zurückkehrte, wurde an der Hohen Straße eine Friedenslinde zum Gedenken an den Dreißigjährigen Krieg gepflanzt. Sie wurde durch Brandstiftung zerstört und so 1985 eine Ersatzpflanzung aufgestellt, die sich allerdings schlecht entwickelte, so, dass 1995 eine zweite Ersatzpflanzung an den alten Standort kam. In unmittelbarer Nähe dazu wurde zu Beginn des 19. Jahrhunderts an der früheren Via Imperii und heutigen B93 eine Rast- und Gaststätte errichtet, das Dreierhäuschen, sie wurde bis 1954 betrieben. Im Jahr 1939 wohnten 185 Menschen in dem Ort, 23 weniger als sechs Jahre zuvor. Bis 1945 besaß es auch ein Freibad, welches danach nicht mehr nutzbar war.
Merlach gehörte zum wettinischen Amt Altenburg, welches ab dem 16. Jahrhundert aufgrund mehrerer Teilungen im Lauf seines Bestehens unter der Hoheit folgender Ernestinischer Herzogtümer stand: Herzogtum Sachsen (1554 bis 1572), Herzogtum Sachsen-Weimar (1572 bis 1603), Herzogtum Sachsen-Altenburg (1603 bis 1672), Herzogtum Sachsen-Gotha-Altenburg (1672 bis 1826). Bei der Neuordnung der Ernestinischen Herzogtümer im Jahr 1826 kam der Ort wiederum zum Herzogtum Sachsen-Altenburg.
Nach der Verwaltungsreform im Herzogtum gehörte Merlach bezüglich der Verwaltung zum Ostkreis (bis 1900) bzw. zum Landratsamt Ronneburg (ab 1900). Das Dorf gehörte ab 1918 zum Freistaat Sachsen-Altenburg, der 1920 im Land Thüringen aufging. 1922 kam es zum Landkreis Altenburg.
Am 1. Juli 1950 wurde der Ort nach Ponitz eingemeindet. Bei der zweiten Kreisreform in der DDR wurden 1952 die bestehenden Länder aufgelöst und die Landkreise neu zugeschnitten. Somit kam Merlach als Ortsteil von Ponitz mit dem Kreis Schmölln an den Bezirk Leipzig, der seit 1990 als Landkreis Schmölln zu Thüringen gehörte und bei der thüringischen Kreisreform 1994 im Landkreis Altenburger Land aufging. Die ehemalige Schneidemühle direkt an der Pleiße gelegen wird räumlich eher Gößnitz zugerechnet, gehört aber zu Merlach.

## Wirtschaft und Verkehr
Als ansässige Unternehmen sind die Gärtnerei Stötzner, als eine von ursprünglich drei seit dem Jahr 1894, ein Werbedruckunternehmen und ein Autohändler sowie eine Autolackiererei zu nennen. Letztere beiden direkt an der Anschlussstelle Merlach der östlich am Ort vorbeiführenden B93.

## Kultur
In Merlach besteht seit dem 19. Jahrhundert der Gasthof Max Schneider, welcher einen Schankraum, Biergarten und einen Tanzsaal besitzt, in diesem befand sich das Liebhabersche Puppentheater. Erstmals wurde ein Gasthof 1522 erwähnt, der damals noch auf Ponitzer Gemarkung stand, genau wie die Gärtnerei Stötzner.
Weiterhin existiert in Merlach eines der ältesten Fachwerkhäuser im Altenburger Land, ein Ständerbau von 1587/88, es stellt somit das älteste Gebäude des Ortes dar. Ein vorbildlich restauriertes Handgut, ein Umgebindehaus, stammt aus dem Jahr 1711. Der massiv erbaute Vierseithof mit villenähnlichem Wohnhaus stammt aus dem Jahre 1904.
Für große Veranstaltungen, wie beispielsweise die 550-Jahr-Feier, steht eine Festwiese an der Pleißenaue zur Verfügung. Merlach besitzt mit einem kleinen Teich eine Eislaufmöglichkeit. Das nahegelegene ehemalige Freibad wird lediglich noch zum Angeln verwendet.